# Femme fatale

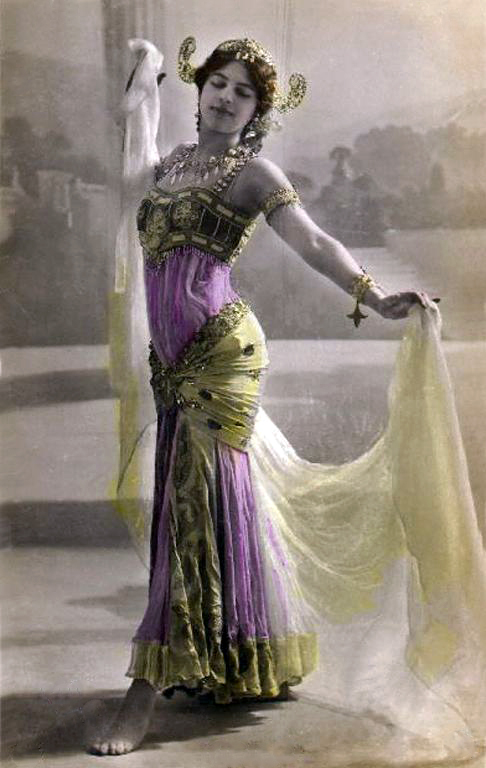
Mata Hari, danzatrice esotica e spia, fu la più famosa femme fatale della prima guerra mondiale

La femme fatale (AFI: /ˈfam faˈtal/ letteralmente "donna fatale"), chiamata anche mangiatrice di uomini, vamp o scherzosamente fatalona, è un personaggio tipo descritto come una donna misteriosa, bella e seducente che intrappola i suoi amanti in situazioni compromettenti o mortali. Attraverso un'aura di fascino e mistero, avvicina e manipola l'eroe e altri uomini per ottenere qualcosa che non darebbero spontaneamente. La sua antitesi è la donna ingenua.
La femme fatale è un archetipo dell'arte e della letteratura. Sebbene di solito siano malvagie, o almeno moralmente ambigue, ci sono anche donne fatali che in alcune storie interpretano antieroine e persino eroine. Oggi l'archetipo è spesso visto come un personaggio che attraversa costantemente il confine tra il bene e il male, agendo senza scrupoli qualunque cosa desideri.
A volte presentata, soprattutto nella tradizione critica italiana, facendo ricorso all'appellativo di dark lady, la femme fatale è spesso molto femminile, colta, intelligente e affascinante. La sua intelligenza, la sua astuzia e la sua ambizione sono bilanciate dalla sua bellezza. Tra le varianti della femme fatale, è possibile ricordare la figura della vamp, introdotta da Theda Bara nel cinema muto americano.

## Storia

Nelle sue opere D'Annunzio utilizzò spesso la figura della femme fatale

L'archetipo della femme fatale esiste da millenni nella mitologia e nel folklore di molte culture. Tra le figure più antiche si possono ricordare la dea babilonese Ištar e i personaggi biblici di Eva, Dalila e Salomè. Altri esempi classici comprendono Circe, Medea, Clitennestra, mentre tra gli esempi storici divenuti mitologici si possono annoverare Cleopatra e Messalina. Al di fuori della cultura occidentale, si trovano le figure leggendarie di Daji in Cina, Tamamo-no-Mae in Giappone o le varie incarnazioni della Visha Kanya in India.
L'immaginario legato alla figura della donna fatale, dominatrice, lussuriosa e perversa, ha nutrito la storia del romanzo occidentale fin dalle sue origini, generando personaggi come la Marchesa de Merteuil in Le relazioni pericolose di Laclos, la Carmen di Mérimée, la Fosca di Igino Ugo Tarchetti o Milady in I Tre Moschettieri di Dumas.
Il ruolo rilevante assunto dalla femme fatale nella letteratura romantica e decadente fu indagato in modo particolarmente penetrante da Mario Praz nel suo celebre studio La carne, la morte e il diavolo nella letteratura romantica (1930). In particolare nel IV capitolo, La belle dame sans merci, l'autore approfondisce i tratti sadici che la donna-vampiro assume in romanzi come Il monaco di Matthew Lewis e La Belle Dame sans Merci di Keats, ma soprattutto nella prima produzione di Algernon Swinburne. Praz sottolinea anche come la donna crudele di matrice swinburniana approdi in Italia nell'opera poetica e romanzesca di D'Annunzio, in cui la donna è costantemente la nemica che si oppone ai sogni eroici dei protagonisti maschili.
L'immagine della femme fatale è inoltre uno dei soggetti maggiormente frequentati dalla pittura europea di fine Ottocento ed inizio Novecento, per esempio da artisti come Edvard Munch, Gustav Klimt, Franz von Stuck and Gustave Moreau.

### La vamp nel cinema muto
Tra le prime apparizioni della femme fatale in ambito cinematografico va ricordata la vamp, termine danese che sta per "vampira", introdotto negli anni Dieci per le dive del cinema muto Asta Nielsen e Else Frölich. I rocamboleschi melodrammi mondani del giovane cinema danese riscossero infatti enorme successo a livello mondiale per l'audacia delle situazioni descritte, nonché per l'erotismo dei baci, che per la prima volta venivano rappresentati sullo schermo. Tra le prime vamp di Hollywood vi furono Margarita Fischer in The Vampire (1910) e Alice Hollister nel film omonimo del 1913, quest'ultimo considerato il primo film sulle vamp tuttora in esistenza. Fu tuttavia Theda Bara a popolarizzare il personaggio, nel 1915 con La vampira. In Francia, una memorabile femme fatale associata all'idea di un fascino vampiresco fu interpretata da Musidora nel film seriale  Les vampires di Louis Feuillade.

### La femme fatale nel film noir americano classico
Nel cinema americano la femme fatale conquista un ruolo di primo piano tra gli inizi degli anni quaranta e la seconda metà degli anni cinquanta. Tra gli esempi canonici si possono citare: la Brigid O'Shaughnessy (Mary Astor), che assassina il socio di Sam Spade (Humphrey Bogart) in Il mistero del falco; la Phyllis Dietrichson (Barbara Stanwyck) di La fiamma del peccato (1944), che trascina nella disgrazia uno sprovveduto assicuratore; la cantante di varietà interpretata da Rita Hayworth in Gilda (1946); le narcisiste e manipolatrici Kitty Collins (Ava Gardner) de I gangsters e Cora Smith (Lana Turner) de Il postino suona sempre due volte (1946).
Nella tradizione critica italiana, un termine alternativo ampiamente usato per definire questi personaggi è quello di dark lady.
La rappresentazione delle protagoniste femminili nei film noir ha offerto numerosi spunti alla critica femminista. Molte studiose hanno sottolineato come la caratterizzazione negativa di questi personaggi riveli la natura fondamentalmente androcentrica e misogina dell'immaginario cinematografico della Hollywood classica, poiché, "sebbene il film noir presenti spesso figure di donne indipendenti e determinate mosse da un forte desiderio di affermazione sociale, esse sono invariabilmente destinate, letteralmente o metaforicamente, ad essere distrutte".